# Kuroda Kiyotaka
Pour les articles homonymes, voir Kuroda.
Kuroda Kiyotaka est un nom japonais traditionnel ; le nom de famille (ou le nom d'école), Kuroda, précède donc le prénom (ou le nom d'artiste) Kiyotaka.
 (juillet 2025).
Si vous disposez d'ouvrages ou d'articles de référence ou si vous connaissez des sites web de qualité traitant du thème abordé ici, merci de compléter l'article en donnant les références utiles à sa vérifiabilité et en les liant à la section « Notes et références ».
Kuroda Kiyotaka, 1er comte Kuroda (黒田 清隆) (16 octobre 1840 - 25 août 1900) est un homme d'État japonais qui est premier ministre du Japon du 30 avril 1888 au 25 octobre 1889.
Né dans le domaine de Satsuma (actuelle préfecture de Kagoshima), Il devient samouraï et serviteur du daimyo du clan Shimazu qui règne sur ce fief. Il est une des principales figures du hambatsu et l'un des neuf genrō qui gouvernent le Japon durant l'ère Meiji.
Il est également connu pour avoir dirigé le bureau de colonisation de Hokkaidō.